# 24e cérémonie des Producers Guild of America Awards
La 24e cérémonie des Producers Guild of America Awards (PGA Awards), décernés par la Producers Guild of America, a eu lieu le 26 janvier 2013, et a récompensé les producteurs du cinéma et de la télévision leur travail de l'année précédente,.

## Palmarès

### Cinéma

#### Film
(Darryl F. Zanuck Award)
- Argo — Ben Affleck, George Clooney et Grant Heslov
  - Les Bêtes du sud sauvage (Beasts of the Southern Wild) — Michael Gottwald, Dan Janvey et Josh Penn
  - Django Unchained — Reginald Hudlin, Pilar Savone et Stacey Sher
  - Happiness Therapy (Silver Linings Playbook) — Bruce Cohen, Donna Gigliotti et Jonathan Gordon
  - Lincoln — Kathleen Kennedy et Steven Spielberg
  - Moonrise Kingdom — Wes Anderson, Scott Rudin, Jeremy Dawson et Steven Rales
  - Les Misérables — Tim Bevan, Eric Fellner, Debra Hayward et Cameron Mackintosh
  - L'Odyssée de Pi (Life Of Pi) — Ang Lee, Gil Netter et David Womark
  - Skyfall — Barbara Broccoli et Michael G. Wilson
  - Zero Dark Thirty — Kathryn Bigelow, Mark Boal et Megan Ellison

#### Film d'animation
- Les Mondes de Ralph (Wreck-it Ralph) — Clark Spencer
  - Les Cinq Légendes (Rise Of The Guardians) — Nancy Bernstein et Christina Steinberg
  - L'Étrange Pouvoir de Norman (ParaNorman) — Travis Knight et Arianne Sutner
  - Frankenweenie — Allison Abbate et Tim Burton
  - Rebelle (Brave) — Katherine Sarafian

#### Film documentaire
- Sugar Man (Searching For Sugar Man) — Malik Bendjelloul et Simon Chinn
  - A People Uncounted — Marc Swenker et Aaron Yeger
  - The Gatekeepers (שומרי הסף) — Estelle Fialon, Philippa Kowarsky et Dror Moreh
  - The Island President — Richard Berge et Bonni Cohen
  - The Other Dream Team — Marius Markevicius et Jon Weinbach

### Télévision

#### Série télévisée dramatique
- Homeland — Henry Bromell, Alexander Cary, Michael Cuesta, Alex Gansa, Howard Gordon, Chip Johannessen, Michael Klick et Meredith Stiehm
  - Breaking Bad — Melissa Bernstein, Sam Catlin, Bryan Cranston, Vince Gilligan, Peter Gould, Mark Johnson, Stewart Lyons, Michelle MacLaren, George Mastras, Diane Mercer, Thomas Schnauz et Moira Walley-Beckett
  - Downton Abbey — Julian Fellowes, Gareth Neame et Liz Trubridge
  - Game of Thrones — David Benioff, Bernadette Caulfield, Frank Doelger, Carolyn Strauss et D.B. Weiss
  - Mad Men — Jon Hamm, Scott Hornbacher, André Jacquemetton (en), Maria Jacquemetton (en), Victor Levin, Blake McCormick et Matthew Weiner

#### Série télévisée comique
- Modern Family — Cindy Chupack, Paul Corrigan, Abraham Higginbotham, Ben Karlin, Steven Levitan, Christopher Lloyd, Jeff Morton, Dan O’Shannon, Jeffrey Richman, Chris Smirnoff, Brad Walsh, Bill Wrubel et Danny Zuker
  - 30 Rock — Irene Burns, Kay Cannon, Robert Carlock, Vali Chandrasekaran, Luke Del Tredici, Tina Fey, Matt Hubbard, Marci Klein, Jerry Kupfer, Lorne Michaels, David Miner, Dylan Morgan, Jeff Richmond, John Riggi, Josh Siegal et Ron Weiner
  - The Big Bang Theory — Chuck Lorre, Steven Molaro, Faye Oshima Belyeu et Bill Prady
  - Larry et son nombril (Curb Your Enthusiasm) — Alec Berg, Larry Charles, Larry David, Jeff Garlin, Tim Gibbons, David Mandel, Erin O’Malley, Jeff Schaffer et Laura Streicher
  - Louie — Dave Becky, M. Blair Breard et Louis C.K.

#### Mini-série ou un téléfilm
(David L. Wolper Award)
- Game Change — Gary Goetzman, Tom Hanks, Jay Roach, Amy Sayres, Steven Shareshian et Danny Strong
  - American Horror Story: Asylum — Brad Buecker, Dante Di Loreto, Brad Falchuk, Ryan Murphy, Chip Vucelich et Alexis Martin Woodall (en)
  - The Dust Bowl — Ken Burns, Dayton Duncan et Julie Dunfey
  - Hatfields and McCoys — Barry Berg, Kevin Costner, Darrell Fetty, Leslie Greif et Herb Nanas
  - Sherlock — Mark Gatiss, Steven Moffat, Beryl Vertue et Sue Vertue

#### Non-fiction
- American Masters — Prudence Glass, Susan Lacy et Julie Sacks
  - Anthony Bourdain: No Reservations — Anthony Bourdain, Christopher Collins, Lydia Tenaglia et Sandy Zweig
  - Deadliest Catch — Thom Beers, Jeff Conroy, Sean Dash, John Gray, Sheila McCormack, Bill Pruitt et Decker Watson
  - Inside the Actors Studio — James Lipton, Shawn Tesser et Jeff Wurtz
  - Shark Tank — Rhett Bachner, Becky Blitz, Mark Burnett, Bill Gaudsmith, Yun Lingner, Brien Meagher, Clay Newbill, Jim Roush, Laura Skowlund, Paul Sutera et Patrick Wood

#### Direct ou talk-show
- The Colbert Report — Meredith Bennett, Stephen Colbert, Richard Dahm, Paul Dinello, Barry Julien, Matt Lappin, Emily Lazar, Tanya Michnevich Bracco, Tom Purcell et Jon Stewart
  - Jimmy Kimmel Live — David Craig, Ken Crosby, Doug DeLuca, Erin Irwin, Jimmy Kimmel, Jill Leiderman, Jason Schrift et Jennifer Sharron
  - Late Night with Jimmy Fallon — Hillary Hunn, Lorne Michaels, Gavin Purcell et Michael Shoemaker
  - Real Time with Bill Maher — Scott Carter, Sheila Griffiths, Marc Gurvitz, Dean Johnsen, Bill Maher et Billy Martin
  - Saturday Night Live — Ken Aymong, Steve Higgins, Erik Kenward, Lorne Michaels et John Mulaney

#### Télé-réalité
- The Amazing Race — Jerry Bruckheimer, Elise Doganieri, Jonathan Littman, Bertram van Munster et Mark Vertullo
  - Dancing with the Stars — Ashley Edens Shaffer, Conrad Green et Joe Sungkur
  - Projet haute couture (Project Runway) — Jane Cha Cutler, Desiree Gruber, Tim Gunn, Heidi Klum, Jonathan Murray, Sara Rea et Colleen Sands
  - Top Chef — Daniel Cutforth, Casey Kriley, Jane Lipsitz, Dan Murphy et Nan Strait
  - The Voice — Stijn Bakkers, Mark Burnett, John de Mol, Chad Hines, Lee Metzger, Audrey Morrissey, Jim Roush, Nicolle Yaron, Mike Yurchuk et Amanda Zucker pour

#### Sport
- Real Sports with Bryant Gumbel

#### Enfants
- 1, rue Sésame (Sesame street)

### En ligne
- 30 Rock: The Webisodes

### Prix spéciaux
- Stanley Kramer Award : Bully
- Milestone Award : Bob et Harvey Weinstein
- Visionary Award : Russell Simmons
- David O. Selznick Achievement Award (cinéma) : Tim Bevan et Eric Fellner
- Norman Lear Achievement Award (télévision) : J. J. Abrams